# Puchar Świata w narciarstwie alpejskim mężczyzn 2023/2024
Puchar Świata w narciarstwie alpejskim mężczyzn 2023/2024 to 58. edycja tej imprezy. Cykl rozpoczął się 18 listopada 2023 r. w austriackim Gurgl, zaś zakończył 22 marca 2024 r. zawodami w innym austriackim ośrodku narciarskim – Saalbach.
Puchar Świata zdobyty w poprzednim sezonie obronił Szwajcar Marco Odermatt.

## Podium zawodów

### Indywidualnie
| Lp. | Data                 | Miejscowość            | Trasa                         | Konkurencja | 1. miejsce         | 2. miejsce              | 3. miejsce                   |
| --- | -------------------- | ---------------------- | ----------------------------- | ----------- | ------------------ | ----------------------- | ---------------------------- |
|     | 29 października 2023 | Sölden                 |                               | gigant      | Odwołano           | Odwołano                | Odwołano                     |
|     | 11 listopada 2023    | Zermatt/Cervinia       |                               | zjazd       | Odwołano           | Odwołano                | Odwołano                     |
|     | 12 listopada 2023    | Zermatt/Cervinia       |                               | zjazd       | Odwołano           | Odwołano                | Odwołano                     |
| 1.  | 18 listopada 2023    | Gurgl                  | Kirchenkar                    | slalom      | Manuel Feller      | Marco Schwarz           | Michael Matt                 |
|     | 1 grudnia 2023       | Beaver Creek           |                               | zjazd       | Odwołano           | Odwołano                | Odwołano                     |
|     | 2 grudnia 2023       | Beaver Creek           |                               | zjazd       | Odwołano           | Odwołano                | Odwołano                     |
|     | 3 grudnia 2023       | Beaver Creek           |                               | supergigant | Odwołano           | Odwołano                | Odwołano                     |
| 2.  | 9 grudnia 2023       | Val d’Isère            | Stade Olympique de Bellevarde | gigant      | Marco Odermatt     | Marco Schwarz           | Joan Verdú                   |
|     | 10 grudnia 2023      | Val d’Isère            |                               | slalom      | Odwołano           | Odwołano                | Odwołano                     |
| 3.  | 14 grudnia 2023      | Val Gardena/Gröden     | Saslong                       | zjazd       | Bryce Bennett      | Aleksander Aamodt Kilde | Marco Odermatt               |
| 4.  | 15 grudnia 2023      | Val Gardena/Gröden     | Saslong                       | supergigant | Vincent Kriechmayr | Daniel Hemetsberger     | Marco Odermatt               |
| 5.  | 16 grudnia 2023      | Val Gardena/Gröden     | Saslong                       | zjazd       | Dominik Paris      | Aleksander Aamodt Kilde | Bryce Bennett                |
| 6.  | 17 grudnia 2023      | Alta Badia             | Gran Risa                     | gigant      | Marco Odermatt     | Filip Zubčić            | Žan Kranjec                  |
| 7.  | 18 grudnia 2023      | Alta Badia             | Gran Risa                     | gigant      | Marco Odermatt     | Marco Schwarz           | Žan Kranjec                  |
| 8.  | 22 grudnia 2023      | Madonna di Campiglio   | Canalone Miramonti            | slalom      | Marco Schwarz      | Clément Noël            | Dave Ryding                  |
| 9.  | 28 grudnia 2023      | Bormio                 | Stelvio                       | zjazd       | Cyprien Sarrazin   | Marco Odermatt          | Cameron Alexander            |
| 10. | 29 grudnia 2023      | Bormio                 | Stelvio                       | supergigant | Marco Odermatt     | Raphael Haaser          | Aleksander Aamodt Kilde      |
| 11. | 6 stycznia 2024      | Adelboden              | Cheunisbärgli                 | gigant      | Marco Odermatt     | Aleksander Aamodt Kilde | Filip Zubčić                 |
| 12. | 7 stycznia 2024      | Adelboden              | Cheunisbärgli                 | slalom      | Manuel Feller      | Atle Lie McGrath        | Dominik Raschner             |
| 13. | 11 stycznia 2024     | Wengen                 | Lauberhorn                    | zjazd       | Marco Odermatt     | Cyprien Sarrazin        | Aleksander Aamodt Kilde      |
| 14. | 12 stycznia 2024     | Wengen                 | Lauberhorn                    | supergigant | Cyprien Sarrazin   | Marco Odermatt          | Aleksander Aamodt Kilde      |
| 15. | 13 stycznia 2024     | Wengen                 | Lauberhorn                    | zjazd       | Marco Odermatt     | Cyprien Sarrazin        | Dominik Paris                |
| 16. | 14 stycznia 2024     | Wengen                 | Männlichen                    | slalom      | Manuel Feller      | Atle Lie McGrath        | Henrik Kristoffersen         |
| 17. | 19 stycznia 2024     | Kitzbühel              | Streif                        | zjazd       | Cyprien Sarrazin   | Florian Schieder        | Marco Odermatt               |
| 18. | 20 stycznia 2024     | Kitzbühel              | Streif                        | zjazd       | Cyprien Sarrazin   | Marco Odermatt          | Dominik Paris                |
| 19. | 21 stycznia 2024     | Kitzbühel              | Ganslern                      | slalom      | Linus Straßer      | Kristoffer Jakobsen     | Daniel Yule                  |
| 20. | 23 stycznia 2024     | Schladming             | Planai                        | gigant      | Marco Odermatt     | Manuel Feller           | Žan Kranjec                  |
| 21. | 24 stycznia 2024     | Schladming             | Planai                        | slalom      | Linus Straßer      | Timon Haugan            | Clément Noël                 |
| 22. | 27 stycznia 2024     | Garmisch-Partenkirchen | Kandahar 1                    | supergigant | Nils Allègre       | Guglielmo Bosca         | Loïc Meillard                |
| 23. | 28 stycznia 2024     | Garmisch-Partenkirchen | Kandahar 1                    | supergigant | Marco Odermatt     | Raphael Haaser          | Franjo von Allmen            |
|     | 2 lutego 2024        | Chamonix               |                               | zjazd       | Odwołano           | Odwołano                | Odwołano                     |
|     | 3 lutego 2024        | Chamonix               |                               | zjazd       | Odwołano           | Odwołano                | Odwołano                     |
| 24. | 4 lutego 2024        | Chamonix               | Verte                         | slalom      | Daniel Yule        | Loïc Meillard           | Clément Noël                 |
| 25. | 10 lutego 2024       | Bansko                 | Banderitza                    | gigant      | Marco Odermatt     | Alexander Steen Olsen   | Manuel Feller                |
|     | 11 lutego 2024       | Bansko                 |                               | slalom      | Odwołano           | Odwołano                | Odwołano                     |
| 26. | 17 lutego 2024       | Kvitfjell              | Kvitfjell-Olympiabakken       | zjazd       | Niels Hintermann   | Vincent Kriechmayr      | Cameron Alexander            |
| 27. | 18 lutego 2024       | Kvitfjell              | Olympiabakken                 | supergigant | Vincent Kriechmayr | Jeffrey Read            | Marco Odermatt Dominik Paris |
| 28. | 24 lutego 2024       | Palisades Tahoe        | Red Dog                       | gigant      | Marco Odermatt     | Henrik Kristoffersen    | River Radamus                |
| 29. | 25 lutego 2024       | Palisades Tahoe        | Red Dog                       | slalom      | Manuel Feller      | Clément Noël            | Linus Straßer                |
| 30. | 1 marca 2024         | Aspen                  | Strawpile                     | gigant      | Marco Odermatt     | Loïc Meillard           | Atle Lie McGrath             |
| 31. | 2 marca 2024         | Aspen                  | Strawpile                     | gigant      | Marco Odermatt     | Loïc Meillard           | Timon Haugan                 |
| 32. | 3 marca 2024         | Aspen                  | Lower Ruthies Run             | slalom      | Loïc Meillard      | Linus Straßer           | Henrik Kristoffersen         |
|     | 9 marca 2024         | Kranjska Gora          |                               | slalom      | Odwołano           | Odwołano                | Odwołano                     |
|     | 9 marca 2024         | Kranjska Gora          |                               | gigant      | Odwołano           | Odwołano                | Odwołano                     |
| 33. | 16 marca 2024        | Saalbach               | Schneekristall/Zwölfer        | gigant      | Loïc Meillard      | Joan Verdú              | Thomas Tumler                |
| 34. | 17 marca 2024        | Saalbach               | Ulli Maier                    | slalom      | Timon Haugan       | Manuel Feller           | Linus Straßer                |
| 35. | 22 marca 2024        | Saalbach               | Ulli Maier                    | supergigant | Stefan Rogentin    | Loïc Meillard           | Arnaud Boisset               |
|     | 24 marca 2024        | Saalbach               |                               | zjazd       | Odwołano           | Odwołano                | Odwołano                     |

## Wyniki reprezentantów Polski

### Slalom
| Zawodnik | Gurgl 18.11 | Madonna di Campiglio 22.12 | Adelboden 07.01 | Wengen 14.01 | Kitzbühel 21.01 | Schladming 24.01 | Chamonix 04.02 | Palisades Tahoe 25.02 | Aspen 03.03 | Saalbach 17.03 |
| --- | ----------- | -------------------------- | --------------- | ------------ | --------------- | ---------------- | -------------- | --------------------- | ----------- | -------------- |
| Jędrzej Jasiczek | –           | –                          | –               | –            | –               | –                | –              | dnq57                 | dnf1        | –              |
| Michał Jasiczek | dnf1        | dnq53                      | dnf1            | –            | dnf1            | dnf1             | –              | –                     | –           | –              |
| 1-3 4-30 poniżej 30 dnf – Zawodnik nie ukończył przejazdu dns – Zawodnik nie wystartował dsq – Zawodnik został zdyskwalifikowany dnq – Zawodnik nie zakwalifikował się do 2. przejazdu (liczba u góry oznacza miejsce zajęte w 1. przejeździe) 1/2 – Zawodnik nie wystartował, nie ukończył lub został zdyskwalifikowany w 1./2. przejeździe |             |                            |                 |              |                 |                  |                |                       |             |                |

## Klasyfikacje
| Lp. | Zawodnik             | Punkty |
| --- | -------------------- | ------ |
| 1.  | Marco Odermatt       | 1947   |
| 2.  | Loïc Meillard        | 1073   |
| 3.  | Manuel Feller        | 952    |
| 4.  | Henrik Kristoffersen | 754    |
| 5.  | Cyprien Sarrazin     | 734    |
| 6.  | Vincent Kriechmayr   | 707    |
| 7.  | Timon Haugan         | 621    |
| 8.  | Dominik Paris        | 539    |
| 9.  | Linus Straßer        | 532    |
| 10. | Filip Zubčić         | 466    |

| Lp. | Zawodnik                | Punkty |
| --- | ----------------------- | ------ |
| 1.  | Marco Odermatt          | 552    |
| 2.  | Cyprien Sarrazin        | 510    |
| 3.  | Dominik Paris           | 342    |
| 4.  | Vincent Kriechmayr      | 298    |
| 5.  | Bryce Bennett           | 257    |
| 6.  | Niels Hintermann        | 229    |
| 7.  | Aleksander Aamodt Kilde | 220    |
| 8.  | Ryan Cochran-Siegle     | 208    |
| 9.  | Cameron Alexander       | 205    |
| 10. | Nils Allègre            | 201    |

| Lp. | Zawodnik           | Punkty |
| --- | ------------------ | ------ |
| 1.  | Marco Odermatt     | 495    |
| 2.  | Vincent Kriechmayr | 409    |
| 3.  | Raphael Haaser     | 271    |
| 4.  | Stefan Rogentin    | 244    |
| 5.  | Guglielmo Bosca    | 230    |
| 6.  | Cyprien Sarrazin   | 224    |
| 7.  | Dominik Paris      | 197    |
| 8.  | Loïc Meillard      | 196    |
| 9.  | Nils Allègre       | 193    |
| 10. | Jeffrey Read       | 187    |

| Lp. | Zawodnik              | Punkty |
| --- | --------------------- | ------ |
| 1.  | Marco Odermatt        | 900    |
| 2.  | Loïc Meillard         | 468    |
| 3.  | Filip Zubčić          | 402    |
| 4.  | Henrik Kristoffersen  | 395    |
| 5.  | Žan Kranjec           | 347    |
| 6.  | Alexander Steen Olsen | 326    |
| 7.  | Thomas Tumler         | 295    |
| 8.  | Atle Lie McGrath      | 244    |
| 9.  | Joan Verdú            | 237    |
| 10. | River Radamus         | 221    |

| Lp. | Zawodnik             | Punkty |
| --- | -------------------- | ------ |
| 1.  | Manuel Feller        | 715    |
| 2.  | Linus Straßer        | 526    |
| 3.  | Timon Haugan         | 450    |
| 4.  | Loïc Meillard        | 409    |
| 5.  | Clément Noël         | 397    |
| 6.  | Henrik Kristoffersen | 359    |
| 7.  | Daniel Yule          | 288    |
| 7.  | Dave Ryding          | 288    |
| 9.  | Marc Rochat          | 258    |
| 10. | Kristoffer Jakobsen  | 217    |

| Lp. | Państwo           | Punkty |
| --- | ----------------- | ------ |
| 1.  | Szwajcaria        | 6238   |
| 2.  | Austria           | 4310   |
| 3.  | Norwegia          | 3065   |
| 4.  | Francja           | 2745   |
| 5.  | Włochy            | 2464   |
| 6.  | Stany Zjednoczone | 1322   |
| 7.  | Niemcy            | 1104   |
| 8.  | Kanada            | 911    |
| 9.  | Chorwacja         | 685    |
| 10. | Słowenia          | 433    |